# Alocasia puber
Alocasia puber är en kallaväxtart som först beskrevs av Justus Carl Hasskarl, och fick sitt nu gällande namn av Heinrich Wilhelm Schott. Alocasia puber ingår i släktet Alocasia och familjen kallaväxter. Inga underarter finns listade.